# Isola Glinistyj
L'isola Glinistyj (in russo остров Глинистый, ostrov Glinistyj; in italiano "isola d'argilla") è un'isola russa che fa parte dell'arcipelago di Severnaja Zemlja ed è bagnata dal mare di Laptev.
Amministrativamente fa parte del Tajmyrskij rajon del Territorio di Krasnojarsk, nel Distretto Federale Siberiano.

## Geografia
L'isola si trova nella parte settentrionale dell'arcipelago, a 500 m dalla costa est di Komsomolets, in mezzo a un gruppo di isolette senza nome e banchi di sabbia. Glinistyj è piatta, lunga circa 1 km e larga 3-400 m.

## Isole adiacenti
- Isola Ozërnyj (остров Озёрный), 0,6 km a est.
- Isola Razdel’nyj (остров Раздельный), a nord-est.
- Isola Lopastnoj (остров Раздельный), a nord-ovest.